# Germete
Germete ist ein Stadtteil von Warburg im Kreis Höxter, Nordrhein-Westfalen (Deutschland) mit rund 950 Einwohnern. Germete ist ein staatlich anerkannter Luftkurort.

## Geografie
Germete liegt 3 km von Warburg entfernt im Diemeltal. Die B 252, die im Norden nach Warburg und im Süden nach Volkmarsen führt, mit der Anschlussstelle Warburg (AS-Nr. 60) der A 44 verläuft östlich des Ortsrandes. Die nächstgelegenen Verkehrsflughäfen befinden sich nahe Paderborn (Flughafen Paderborn/Lippstadt (PAD) – 46 km) (direkt an der A44) und nahe Kassel (Kassel-Calden (KSF) – 27 km) (direkt an der B 7).

## Geschichte

### Mittelalter und Frühe Neuzeit
1018 wurde im Verzeichnis der Güter des Grafen Dodiko eine Ortschaft "Garamatti" erwähnt. Nach Dodikos Tod fiel sein Besitz an den Bischof von Paderborn, der damit Grafen und Ministerialenfamilien, u. a. die von Pappenheim-Canstein, von Spiegel-Borlinghausen, von Oer und von Mengersen belehnte. Außer diesen besaßen das Stift Heerse und das Kloster Wormeln hier Güter und Rechte.
Die romanischen Details am Turm der Pfarrkirche St. Nikolaus belegen, dass Germete bereits um 1200 eine eigene Kirche hatte, wenngleich Germete erst 1450 als Pfarrort in den Urkunden erscheint. Es wird vermutet, dass es sich um eine Filialkirche der bereits 862 erwähnten und in der Neuzeit verschwundenen Ortschaft Osdadighusen (auch Osdagessen oder Audaxen) handelte, die ca. 1,5 km südwestlich lag.
1464 vermachte Gherdt Spegell to dem Desenberge dem Dominikanerkloster zu Warburg eine jährliche Abgabe von seinem freien Hof (den sogenannten Spiegelhöfen) gegen eine jährliche Memoria. Die Warburger Dominikaner betreuten auch später noch die Gemeinde, so von 1606 bis 1671 und im 18. und 19. Jahrhundert bis 1825.
1780 wurden durch einen Großbrand bei der Kirche 28 Häuser zerstört. Anschließend wurden das Kirchenschiff der Nikolauskirche als barocke Saalkirche erneuert und der Turm durch ein verschiefertes Fachwerkgeschoss erhöht.

### 19. Jahrhundert
Germete gehörte bis zu den Napoleonischen Kriegen zur Frei- und Gografschaft Warburg im Hochstift Paderborn. Preußische Truppen rückten im Vorgriff auf die Entscheidungen des Reichsdeputationshauptschlusses im August 1802 im Hochstift Paderborn ein. Von 1807 bis 1813 gehörte Germete zum Königreich Westphalen und dort zum Kanton Volkmarsen im Distrikt Kassel des Departements der Fulda. Nach dem Wiener Kongress fiel Germete 1815 wieder an Preußen und kam zur neu eingerichteten preußischen Provinz Westfalen. Germete wurde dem 1816 neugegründeten Kreis Warburg mit der Kreisstadt Warburg im Regierungsbezirk Minden zugeordnet. Im Kreis Warburg gehörte die Gemeinde zum Amt Warburg, das seit 1932 Amt Warburg-Land hieß.
1803 wurde die Gemeinde durch die Säkularisation und die preußischen Reformen selbstständig und zählte 1811 bereits 511 Einwohner.
Aufgrund seiner Lage im Tal der damals noch unregulierten Diemel wurde das Dorf mehrfach von Hochwassern überschwemmt, das sich vor allem 1890 und 1909 verheerend auswirkte. Seit 1891 begann man daher mit dem Bau von Dämmen und der Begradigung des Flusslaufes.

### 20. Jahrhundert

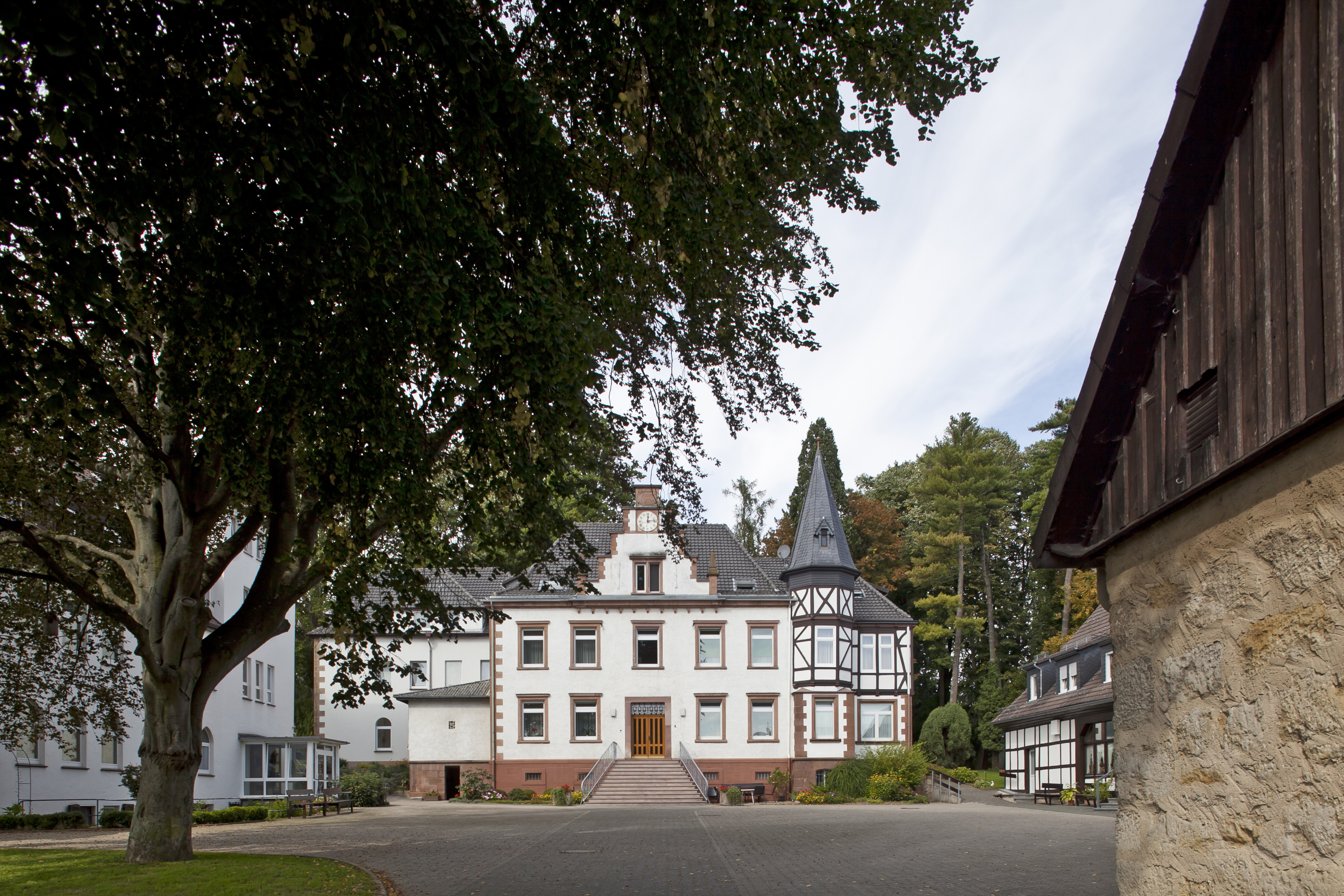
Haus Germete (2011)

Seit 1926 ist Haus Germete das Mutterhaus der von Wilhelm Meyer gegründeten Schwesterngemeinschaft „Serviam – Herz-Jesu-Institut – Schwestern von Germete“.
Am 1. Januar 1975 wurde Germete mit Inkrafttreten des Sauerland/Paderborn-Gesetzes ein Stadtteil von Warburg, das gleichzeitig in den Kreis Höxter wechselte.
Germete gewann 1979, 1989 und 1983 Silbermedaillen im nordrhein-westfälischen Landeswettbewerb Unser Dorf soll schöner werden – Unser Dorf hat Zukunft.

## Germete als Kurort
1679 stellte der Abt Stephan Overgaer vom Kloster Hardehausen fest, dass „bei Germete ein Säuerling aus der Erde quillt, der für gar viele Leiden des Unterleibs ein vorzügliches Heilmittel sei“.
1857 wurde eine Quellengenossenschaft zur Nutzung des Mineralwassers gegründet. Durch systematische Bohrungen wurden 1889 die Sillerquelle, 1904 die Antoniusquelle und 1906 schließlich die Franziskusquelle entdeckt.
Nachdem 1924 die Franziskusquelle vom Preußischen Minister für Volkswohlfahrt als "gemeinnützig im Sinne des Gesetzes" erklärt worden war, erschienen 1926 in Germete die ersten Kurgäste und tranken zweimal täglich das heilkräftige Wasser, das vor allem bei Erkranken der Niere, Blase und der Gallenwege empfohlen wurde.
Nach dem Zweiten Weltkrieg wurde die Werbetätigkeit unter anderem durch Gründung des Fremdenverkehrsvereins 1950 verstärkt und es wurden Gasthöfe und Pensionen ausgebaut. 1953 gab es bereits 1530 Übernachtungen pro Jahr. 1965 wurden von der Gemeinde, dem Amt Warburg-Land und dem Landkreis Warburg die "Badbetriebs-GmbH Germete" gegründet, um Germete zu einem Kurort auszubauen. Mit staatlicher Unterstützung wurden landwirtschaftliche Betriebe ausgelagert, Gewässer verrohrt und Straßen ausgebaut, wodurch das dörfliche Erscheinungsbild zum Teil verloren ging. Das barocke Kirchenschiff wurde abgebrochen und durch einen größeren Neubau ersetzt. Am Ortsrand entstand ein kleiner Kurpark. 1972 wurde das im Kurpark erbaute Kurmittelhaus bezogen. Es wurde 1982 durch einen zweiten Bauabschnitt mit Bewegungsbad und Sauna erweitert. 1985 wurde Germete schließlich als Luftkurort staatlich anerkannt. Die Zahl der Übernachtungen betrug 20.000.

## Wirtschaft
In Germete ist das überregional bekannte Getränkeunternehmen, die Heil- und Mineralquellen Germete GmbH ansässig.